# Kinima Ikologon – Synergasia Politon
Kinima Ikologon – Synergasia Politon (griechisch Κίνημα Οικολόγων – Συνεργασία Πολιτών Kinima Oikologon – Synergasia Politon; abgekürzt ΚΟΣΠ/KOSP; englisch Movement of Ecologists – Citizens’ Cooperation; auf deutsch Ökologenbewegung – Bürgerkooperation) ist eine 1996 gegründete zyprische Partei, die die Grundsätze der ökosozialistischen und grünen Politik vertritt. Seit der letzten Parlamentswahl am 22. Mai 2016 ist die Partei mit zwei Mandaten im Repräsentantenhaus von Zypern vertreten.
Bis Juni 2016 hieß die Partei Kinima Ikologon Perivallontiston (griechisch Κίνημα Οικολόγων Περιβαλλοντιστών Kinima Oikologon Perivallontiston; abgekürzt ΚΟΠ/KOP; englisch Ecological and Environmental Movement; auf deutsch Ökologische und Umweltbewegung).

## Geschichte
Die Kinima Ikologon – Synergasia Politon wurde im Februar 1996 als Kinima Ikologon Perivallontiston gegründet und erreichte bei der Parlamentswahl im selben Jahr 1 % der Stimmen und verpasste damit den Einzug in das Repräsentantenhaus von Zypern. Bei der folgenden Parlamentswahl 2001 schaffte sie den Einzug in das Repräsentantenhaus mit 1,98 % der Stimmen. Abgeordneter wurde Giorgos Perdikis für den Wahlbezirk Nikosia. Bei den Parlamentswahlen 2006 (1,95 %) und 2011 (2,21 %) konnte Perdikis sein Mandat für die Kinima Ikologon – Synergasia Politon verteidigen. Bei der letzten Parlamentswahl im Mai 2016 erreichte die Kinima Ikologon – Synergasia Politon mit 4,81 % fast doppelt so viele Stimmen wie bei der vorhergehenden Wahl und erlangte zwei Mandate im Repräsentantenhaus. Neben Perdikis wurde Charalambos Theopemptou für den Wahlbezirk Nikosia Abgeordneter im Repräsentantenhaus.
Bei Präsidentschaftswahlen stellte die Kinima Ikologon – Synergasia Politon bisher keinen Kandidaten. 2003 und 2008 unterstützte die Partei den Kandidaten der Dimokratiko Komma Tassos Papadopoulos. 2013 konnte man sich innerhalb der Partei auf keinen zu unterstützenden Kandidaten einigen. Bei der Präsidentschaftswahl 2018 unterstützte die Partei den Kandidaten der Dimokratiko Komma Nikolas Papadopoulos.
Seit 2006 stellt die Kinima Ikologon – Synergasia Politon den Kommissar für Umwelt in der Regierung der Republik Zypern. Zwischen Juli 2006 und Februar 2013 übernahm dieses Amt Charalambos Theopemptou und seit Februar 2013 ist Ioanna Panayiotou Umweltkommissarin.
Seit 1998 ist die Kinima Ikologon – Synergasia Politon Vollmitglied der Europäischen Grünen Partei (EGP). Nach dem Beitritt der Republik Zypern in die Europäische Union (EU) am 1. Mai 2014 nahm auch die Kinima Ikologon – Synergasia Politon an Europawahlen teil, konnte aber bei den Wahlen 2004 und 2009 keines der sechs Mandate erringen. Bei der Europawahl 2014 trat die Kinima Ikologon – Synergasia Politon in einem Wahlbündnis zusammen mit der Kinima Sosialdimokraton (EDEK) an. Das Wahlbündnis errang mit 7,68 % der Stimmen eines der sechs Mandate und entsandte Dimitris Papadakis von der EDEK als Abgeordneten.

## Wahlergebnisse

### Parlamentswahlen
| Jahr | Partei/Wahlbündnis                   | Stimmen | %      | Sitze | Quelle |
| ---- | ------------------------------------ | ------- | ------ | ----- | ------ |
| 1996 | Kinima Ikologon Perivallontiston     | 03.710  | 1,00 % | 0/56  | [ 2 ]  |
| 2001 | Kinima Ikologon Perivallontiston     | 08.128  | 1,98 % | 1/56  | [ 3 ]  |
| 2006 | Kinima Ikologon Perivallontiston     | 08.193  | 1,95 % | 1/56  | [ 4 ]  |
| 2011 | Kinima Ikologon Perivallontiston     | 08.960  | 2,21 % | 1/56  | [ 5 ]  |
| 2016 | Kinima Ikologon Perivallontiston     | 16.909  | 4,81 % | 2/56  | [ 6 ]  |
| 2021 | Kinima Ikologon – Synergasia Politon | 15.762  | 4,41 % | 3/56  |        |

### Europawahlen
| Jahr | Partei/Wahlbündnis                                      | Stimmen | %      | Sitze       | Quelle        |
| ---- | ------------------------------------------------------- | ------- | ------ | ----------- | ------------- |
| 2004 | Kinima Ikologon Perivallontiston                        | 02.872  | 0,86 % | 0/6         | [ 9 ]         |
| 2009 | Kinima Ikologon Perivallontiston                        | 04.602  | 1,50 % | 0/6         | [ 10 ]        |
| 2014 | EDEK – Ikologon                                         | 19.894  | 7,68 % | 0/6 von 1/6 | [ 8 ] [ A 2 ] |
| 2019 | Symmachía Politón- Kinima Ikologon – Synergasia Politon | 09.232  | 3,29 % | 0/6         |               |